# Aspire Tower
Aspire Tower, noto anche come The Torch Doha, è un grattacielo situato a Doha, in Qatar.
L'edificio, alto 300 metri e costruito dal 2005 al 2007, ospita un hotel ed è situato nel complesso dell'Aspire Zone. Progettata dall'architetto Hadi Simaan e da Arup, è dal 2007 la struttura e l'edificio più alto di Doha e del Qatar.
È dotato di una piscina a sbalzo esterna, al 19º piano, che sporge di oltre 12 m.